# Leslie Morgan Smith
Leslie Morgan Smith (15 de agosto de 1961) é uma matemática, engenheira mecânica e física estadunidense, cuja pesquisa se concentra em dinâmica dos fluidos e turbulência. É professora de matemática e engenharia física na Universidade de Wisconsin-Madison.

## Formação e carreira
Smith se formou cum laude com um diploma de bacharel em física pela Universidade Harvard em 1983. Obteve um Ph.D. em matemática aplicada no Instituto de Tecnologia de Massachusetts em 1988, com a tese An upper bound with correct scaling laws for turbulent shear flows, orientada por Willem Van Rensselaer Malkus.
Após pesquisa de pós-doutorado na Universidade Stanford, na Université Libre de Bruxelles e na Universidade de Princeton, tornou-se professora assistente de engenharia mecânica na Universidade Yale em 1993, e mudou-se para a Universidade de Wisconsin em 1998, afiliando-se em conjunto com os departamentos de matemática e engenharia mecânica. Em 2002, foi promovida a professora titular e passou da engenharia mecânica para a engenharia física. Atuou como catedrática de matemática de 2005 a 2008, e novamente de 2012 a 2014, tornando-se a primeira catedrática feminina do departamento.

## Reconhecimento
Smith foi nomeada fellow da American Physical Society em 2008, "por contribuições importantes e perspicazes para a compreensão da turbulência na engenharia e nos fluxos geofísicos através da teoria e simulações numéricas". Foi nomeada fellow da American Mathematical Society, na classe de 2022, "por contribuições à matemática aplicada e particularmente à mecânica dos fluidos".